# Heestert
Heestert est une section de la commune belge de Zwevegem, en province de Flandre-Occidentale. C'était une commune à part entière avant la fusion des communes de 1977.

## Géographie
Heestert est limitrophe des localités suivantes : Otegem, Avelgem, Outrijve, Moen, Zwevegem (section de commune) et Deerlijk.

### Topographie
Le paysage est vallonné ; le point le plus élevé de Heestert est le Keiberg (65 m), le long du canal Bossuit-Courtrai.

### Transport
Heestert est situé sur le parcours de la N8.

### Évolution démographique
Source : INS - Remarque : 1806 - 1970 = recensements ; 1976 = nombre d'habitants au 31 décembre.

## Économie
L'agriculture (cultures arables) est encore présente mais Heestert devient de plus en plus un village résidentiel.

## Histoire
Heestert est mentionné pour la première fois en 1048 comme (villa dicta) Hertrudis. Le village doit son nom à une dame noble, Ertrudis, qui est venue s'y établir dans le courant du XIe siècle et y a fait bâtir un château.
Le territoire de Heestert dépendait dans un premier temps de la châtellenie de Courtrai ; lors de la séparation de la châtellenie d'Audenarde, au XIVe siècle, Heestert dépendait pour un tiers de Courtrai et pour les deux tiers restants d'Audenarde.
Le fief était administré depuis Audenarde et le contrôle de Heestert est passé au cours des siècles entre les mains de plusieurs familles. Lors de la création des communes en 1795, Heestert a été élevé au rang de commune indépendante. En 1977, elle a été dissoute et annexée à Zwevegem.

## Curiosités
- L'église Notre-Dame de l’Assomption (Onze-Lieve-Vrouw Tenhemelopnemingkerk) : de l'ancienne église de 1500, il reste le chœur de style gothique tardif et deux chapelles latérales. En 1771, une nouvelle nef à travée unique et le clocher ont été bâtis. L'église a brûlé complètement en 1931 et a été restaurée par la suite.
- À côté de l'église se trouvent le cimetière et un cimetière militaire britannique, le Heestert military Cemetery. Y reposent 127 Britanniques et 57 Allemands tombés au combat durant la Première Guerre mondiale.
- Le château Banhout (kasteel Banhout), datant du XIXe siècle, ainsi que le bois l'entourant (le Banhoutbos) se trouvent au beau milieu d'une zone agricole.

## Activités culturelles
À côté des innombrables activités organisées par les associations locales, certaines festivités reviennent chaque année :
- 15 août : fêtes de la Procession
- 1er week-end d'octobre : kermesse de Heestert
- 2e week-end d'octobre : Waterhoekfeesten

## Galerie

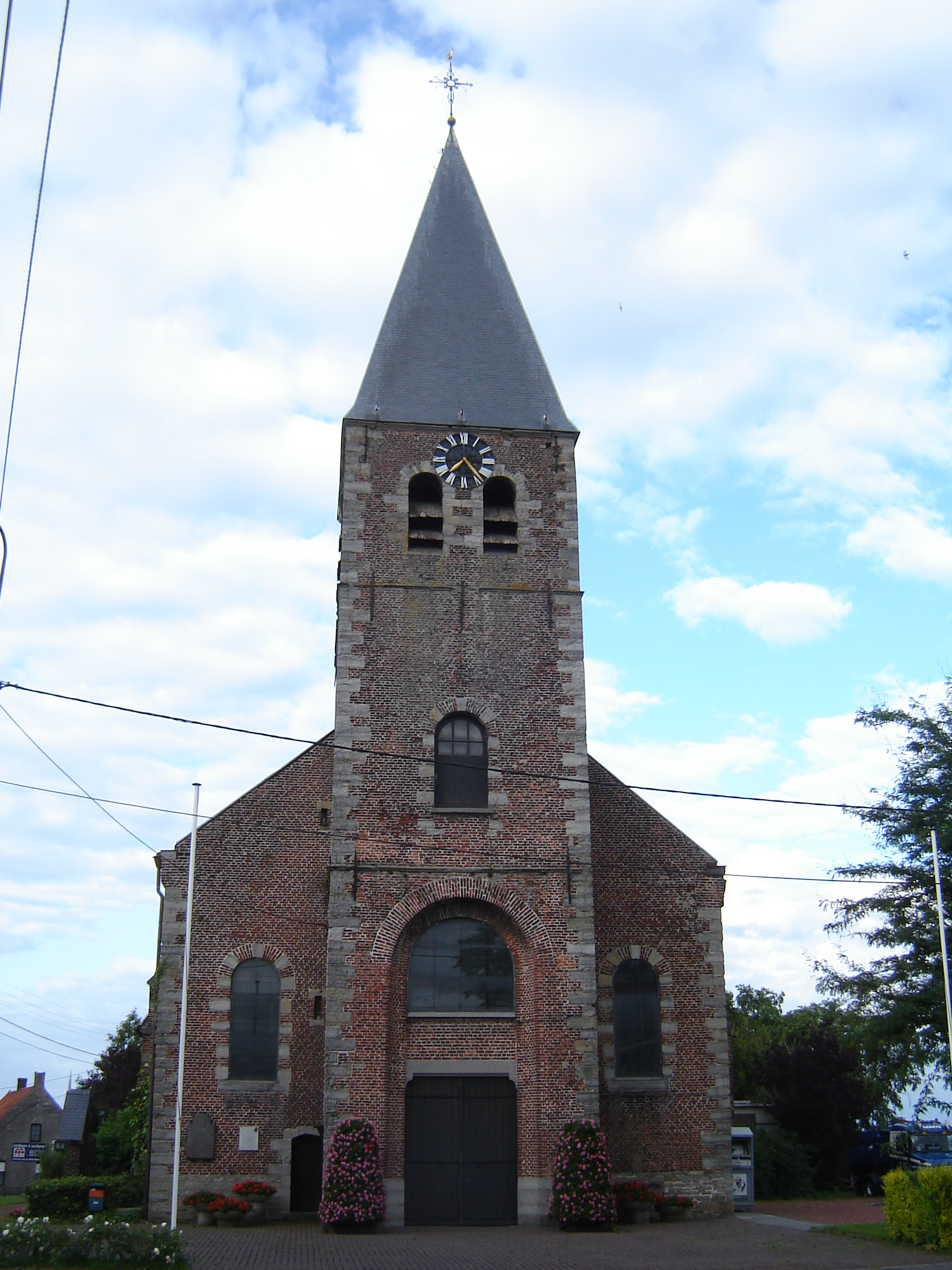
Onze-Lieve-Vrouw Tenhemelopnemingkerk.
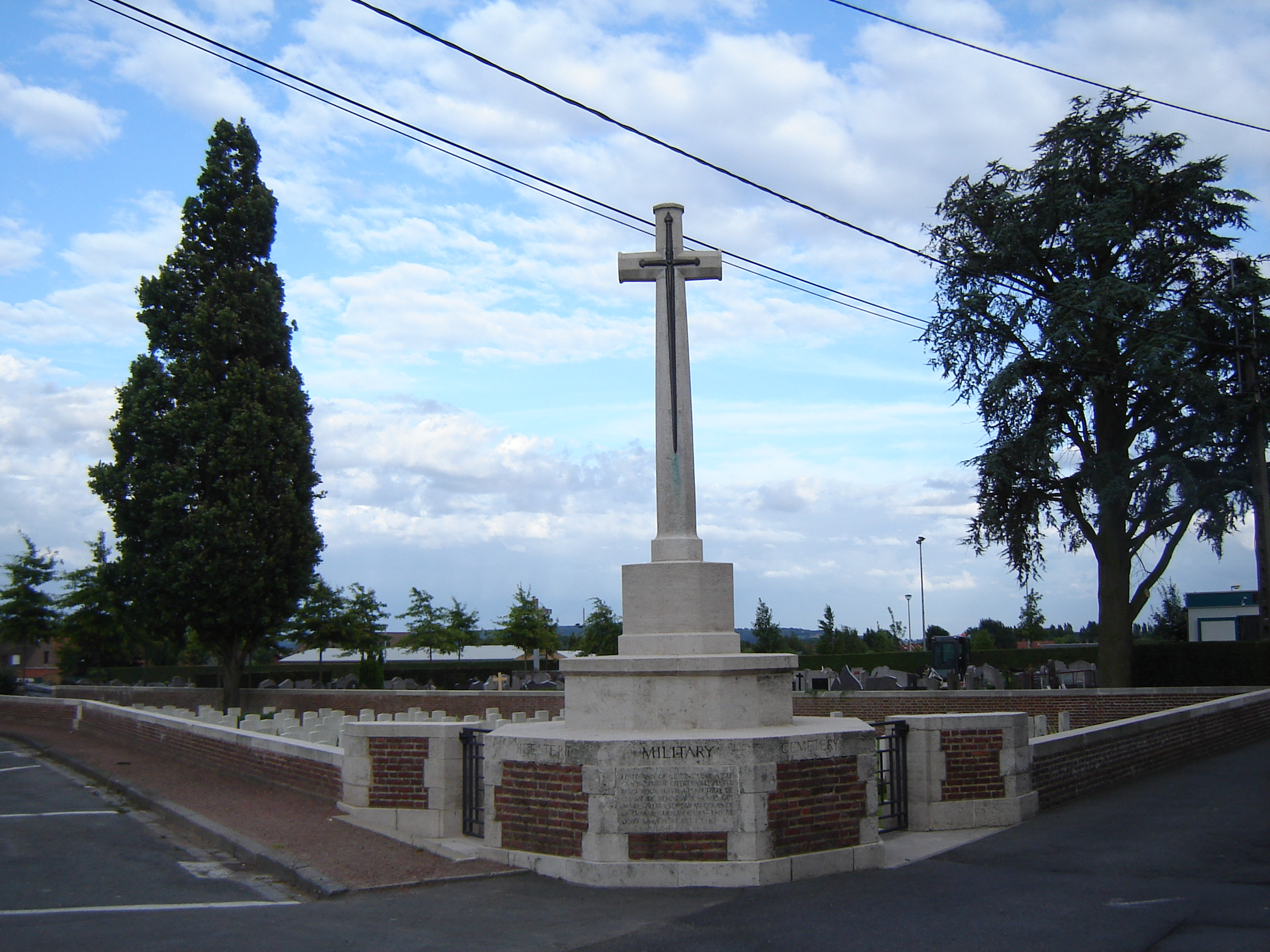
Heestert military Cemetery.

## Source
- (nl) Cet article est partiellement ou en totalité issu de l’article de Wikipédia en néerlandais intitulé « Heestert » (voir la liste des auteurs).